# Jevgenij Garaničev
Jevgenij Alexandrovič Garaničev (rusky Евгений Александрович Гараничев; * 13. února 1988 Novoiljinskij) je ruský biatlonista a bronzový medailista z vytrvalostního závodu ze Zimních olympijských her 2014 v Soči.
V závodech Světového poháru zvítězil v jednom individuálním závodě, když ovládl sprint v Oslu v únoru 2012. Šestkrát triumfoval jako člen ruské štafety.

## Výsledky

### Olympijské hry a mistrovství světa
| Sezóna  | D   | Místo                | SP            | SZ            | HZ            | IZ            | ŠT            | SŠT           |
| ------- | --- | -------------------- | ------------- | ------------- | ------------- | ------------- | ------------- | ------------- |
| 2011/12 | MS  | Ruhpolding           | 12.           | 14.           | 9.            | –             | 6.            | –             |
| 2012/13 | MS  | Nové Město na Moravě | 19.           | 28.           | 25.           | –             | 4.            | –             |
| 2013/14 | ZOH | Soči                 | 27.           | 15.           | 5.            | 3.            | –             | DSQ           |
| 2014/15 | MS  | Kontiolahti          | 6.            | 22.           | 11.           | 35.           | 4.            | –             |
| 2015/16 | MS  | Oslo                 | 6.            | 11.           | 23.           | 8.            | 6.            | 7.            |
| 2016/17 | MS  | Hochfilzen           | 10.           | 20.           | 11.           | 20.           | –             | –             |
| 2017/18 | ZOH | Pchjongčchang        | neúčastnil se | neúčastnil se | neúčastnil se | neúčastnil se | neúčastnil se | neúčastnil se |
| 2018/19 | MS  | Östersund            | 19.           | 9.            | 16.           | 7.            | –             | –             |
| 2019/20 | MS  | Anterselva           | 56.           | 34.           | –             | 14.           | 4.            | –             |
| 2020/21 | MS  | Pokljuka             | –             | –             | –             | 16.           | –             | –             |

Poznámka: Výsledky z mistrovství světa se započítávají do celkového hodnocení světového poháru, výsledky z olympijských her se dříve započítávaly, od olympijských her v Soči 2014 se nezapočítávají.

### Světový pohár
Umístění na stupních vítězů v závodech světového poháru.
| Sezóna  | Místo            | Závod                             | Pořadí           |
| 2011/12 | Oberhof          | Štafeta                           | Stříbrná medaile |
| 2011/12 | Anterselva       | Sprint (10 km)                    | Stříbrná medaile |
| 2011/12 | Oslo-Holmenkolen | Sprint (10 km)                    | Zlatá medaile    |
| 2011/12 | Oslo-Holmenkolen | Stíhací závod (12,5 km)           | Bronzová medaile |
| 2011/12 | Oslo-Holmenkolen | Závod s hromadným startem (15 km) | Bronzová medaile |
| 2012/13 | Oberhof          | Štafeta                           | Zlatá medaile    |
| 2012/13 | Oberhof          | Sprint (10 km)                    | Stříbrná medaile |
| 2012/13 | Oberhof          | Stíhací závod (12,5 km)           | Stříbrná medaile |
| 2012/13 | Anterselva       | Štafeta                           | Stříbrná medaile |
| 2013/14 | Annecy           | Štafeta                           | DSQ              |
| 2013/14 | Ruhpolding       | Stíhací závod (12,5 km)           | Bronzová medaile |
| 2013/14 | Oslo-Holmenkolen | Sprint (10 km)                    | Stříbrná medaile |
| 2014/15 | Oberhof          | Štafeta                           | Zlatá medaile    |
| 2014/15 | Ruhpolding       | Štafeta                           | Bronzová medaile |
| 2014/15 | Anterselva       | Sprint (10 km)                    | Stříbrná medaile |
| 2014/15 | Anterselva       | Stíhací závod (12,5 km)           | Bronzová medaile |
| 2014/15 | Oslo-Holmenkolen | Vytrvalostní závod (20 km)        | Stříbrná medaile |
| 2014/15 | Oslo-Holmenkolen | Štafeta                           | Zlatá medaile    |
| 2015/16 | Hochfilzen       | Štafeta                           | Zlatá medaile    |
| 2015/16 | Pokljuka         | Sprint (10 km)                    | Bronzová medaile |
| 2015/16 | Ruhpolding       | Štafeta                           | Stříbrná medaile |
| 2015/16 | Ruhpolding       | Závod s hromadným startem (15 km) | Bronzová medaile |
| 2015/16 | Anterselva       | Štafeta                           | Zlatá medaile    |
| 2016/17 | Anterselva       | Štafeta                           | Bronzová medaile |
| 2018/19 | Nové Město       | Závod s hromadným startem (15 km) | Bronzová medaile |
| 2018/19 | Oberhof          | Štafeta                           | Zlatá medaile    |
| 2018/19 | Canmore          | Štafeta                           | Bronzová medaile |

#### Profily
- Jevgenij Garaničev v databázi Mezinárodní biatlonové unie (anglicky)
- (anglicky) Profil Jevgenije Garaničeva na stránkách FischerSports.com